# Sutherland (Iowa)
Sutherland es una ciudad ubicada en el condado de O'Brien en el estado estadounidense de Iowa. En el Censo de 2010 tenía una población de 649 habitantes y una densidad poblacional de 287,69 personas por km².

## Geografía
Sutherland se encuentra ubicada en las coordenadas 42°58′22″N 95°29′42″O / 42.97278, -95.49500. Según la Oficina del Censo de los Estados Unidos, Sutherland tiene una superficie total de 2.26 km², de la cual 2.26 km² corresponden a tierra firme y (0%) 0 km² es agua.

## Demografía
Según el censo de 2010, había 649 personas residiendo en Sutherland. La densidad de población era de 287,69 hab./km². De los 649 habitantes, Sutherland estaba compuesto por el 98.77% blancos, el 0.15% eran afroamericanos, el 0.62% eran amerindios, el 0% eran asiáticos, el 0% eran isleños del Pacífico, el 0% eran de otras razas y el 0.46% pertenecían a dos o más razas. Del total de la población el 0.62% eran hispanos o latinos de cualquier raza.